# 1000 km Silverstona 1988
1000 km Silverstona 1988 je bila četrta dirka Svetovnega prvenstva športnih dirkalnikov v sezoni 1988. Odvijala se je 8. maja 1988 na dirkališču Silverstone Circuit.

## Rezultati
| Poz    | Razred | Št  | Moštvo                         | Dirkači                                           | Šasija                             | Gume | Krogi |
| Poz    | Razred | Št  | Moštvo                         | Dirkači                                           | Motor                              | Gume | Krogi |
| ------ | ------ | --- | ------------------------------ | ------------------------------------------------- | ---------------------------------- | ---- | ----- |
| 1      | C1     | 1   | Silk Cut Jaguar                | Martin Brundle Eddie Cheever                      | Jaguar XJR-9                       | D    | 210   |
| 1      | C1     | 1   | Silk Cut Jaguar                | Martin Brundle Eddie Cheever                      | Jaguar 7.0L V12                    | D    | 210   |
| 2      | C1     | 61  | Team Sauber Mercedes           | Jean-Louis Schlesser Jochen Mass                  | Sauber C9                          | M    | 210   |
| 2      | C1     | 61  | Team Sauber Mercedes           | Jean-Louis Schlesser Jochen Mass                  | Mercedes-Benz M117 5.0L Turbo V8   | M    | 210   |
| 3      | C1     | 62  | Team Sauber Mercedes           | Mauro Baldi James Weaver                          | Sauber C9                          | M    | 208   |
| 3      | C1     | 62  | Team Sauber Mercedes           | Mauro Baldi James Weaver                          | Mercedes-Benz M117 5.0L Turbo V8   | M    | 208   |
| 4      | C1     | 7   | Blaupunkt Joest Racing         | Philippe Streiff Bob Wollek David Hobbs           | Porsche 962C                       | G    | 205   |
| 4      | C1     | 7   | Blaupunkt Joest Racing         | Philippe Streiff Bob Wollek David Hobbs           | Porsche Type-935 3.0L Turbo Flat-6 | G    | 205   |
| 5      | C1     | 8   | Joest Racing                   | Frank Jelinski »John Winter« Stanley Dickens      | Porsche 962C                       | G    | 198   |
| 5      | C1     | 8   | Joest Racing                   | Frank Jelinski »John Winter« Stanley Dickens      | Porsche Type-935 3.0L Turbo Flat-6 | G    | 198   |
| 6      | C2     | 103 | BP Spice Engineering           | Almo Coppelli Thorkild Thyrring                   | Spice SE88C                        | G    | 191   |
| 6      | C2     | 103 | BP Spice Engineering           | Almo Coppelli Thorkild Thyrring                   | Ford Cosworth DFL 3.3L V8          | G    | 191   |
| 7      | C1     | 40  | Swiss Team Salamin             | Antoine Salamin Max Cohen-Olivar Hellmut Mundas   | Porsche 962C                       | G    | 191   |
| 7      | C1     | 40  | Swiss Team Salamin             | Antoine Salamin Max Cohen-Olivar Hellmut Mundas   | Porsche Type-935 3.0L Turbo Flat-6 | G    | 191   |
| 8      | C2     | 111 | BP Spice Engineering           | Ray Bellm Gordon Spice                            | Spice SE88C                        | G    | 189   |
| 8      | C2     | 111 | BP Spice Engineering           | Ray Bellm Gordon Spice                            | Ford Cosworth DFL 3.3L V8          | G    | 189   |
| 9      | GTP    | 201 | Mazdaspeed                     | Yojiro Terada Yoshimi Katayama Dave Kennedy       | Mazda 757                          | D    | 186   |
| 9      | GTP    | 201 | Mazdaspeed                     | Yojiro Terada Yoshimi Katayama Dave Kennedy       | Mazda 13J 2.6L 4-Rotor             | D    | 186   |
| 10     | C2     | 109 | Kelmar Racing                  | Ranieri Randaccio Vito Veninata Pasquale Barberio | Tiga GC288                         | A    | 181   |
| 10     | C2     | 109 | Kelmar Racing                  | Ranieri Randaccio Vito Veninata Pasquale Barberio | Ford Cosworth DFL 3.3L V8          | A    | 181   |
| 11     | C2     | 123 | Charles Ivey Racing Team Istel | Chris Hodgetts Duncan Bain Tim Harvey             | Tiga GC287                         | D    | 180   |
| 11     | C2     | 123 | Charles Ivey Racing Team Istel | Chris Hodgetts Duncan Bain Tim Harvey             | Porsche Type-935 2.8L Turbo Flat-6 | D    | 180   |
| 12     | C2     | 107 | Chamberlain Engineering        | Claude Ballot-Léna Jean-Louis Ricci               | Spice SE88C                        | A    | 166   |
| 12     | C2     | 107 | Chamberlain Engineering        | Claude Ballot-Léna Jean-Louis Ricci               | Ford Cosworth DFL 3.3L V8          | A    | 166   |
| 13     | C2     | 191 | PC Automotive                  | Richard Piper Olindo Iacobelli                    | Argo JM19C                         | G    | 166   |
| 13     | C2     | 191 | PC Automotive                  | Richard Piper Olindo Iacobelli                    | Ford Cosworth DFL 3.3L V8          | G    | 166   |
| 14     | C2     | 198 | Roy Baker Racing               | Chris Ashmore Mike Kimpton David Andrews          | Tiga GC286                         | G    | 165   |
| 14     | C2     | 198 | Roy Baker Racing               | Chris Ashmore Mike Kimpton David Andrews          | Ford Cosworth DFL 3.3L V8          | G    | 165   |
| 15     | C2     | 178 | Automobiles Louis Descartes    | Louis Descartes Gérard Tremblay Michel Lateste    | ALD C2                             | A    | 156   |
| 15     | C2     | 178 | Automobiles Louis Descartes    | Louis Descartes Gérard Tremblay Michel Lateste    | BMW M80 3.5L I6                    | A    | 156   |
| 16     | C2     | 181 | Luigi Taverna Technoracing     | Fabio Magnani Luigi Taverna Roberto Ragazzi       | Olmas GLT-200                      | A    | 147   |
| 16     | C2     | 181 | Luigi Taverna Technoracing     | Fabio Magnani Luigi Taverna Roberto Ragazzi       | Ford Cosworth DFL 3.0L V8          | A    | 147   |
| 17 NC  | C2     | 115 | ADA Engineering                | Tom Dodd-Noble Colin Pool Stefano Sebastiani      | ADA 03                             | G    | 129   |
| 17 NC  | C2     | 115 | ADA Engineering                | Tom Dodd-Noble Colin Pool Stefano Sebastiani      | Ford Cosworth DFL 3.3L V8          | G    | 129   |
| 18 DSQ | C1     | 14  | Richard Lloyd Racing           | Derek Bell Tiff Needell                           | Porsche 962C GTi                   | G    | 205   |
| 18 DSQ | C1     | 14  | Richard Lloyd Racing           | Derek Bell Tiff Needell                           | Porsche Type-935 3.0L Turbo Flat-6 | G    | 205   |
| 19 DNF | C1     | 2   | Silk Cut Jaguar                | Jan Lammers Johnny Dumfries                       | Jaguar XJR-9                       | D    | 204   |
| 19 DNF | C1     | 2   | Silk Cut Jaguar                | Jan Lammers Johnny Dumfries                       | Jaguar 7.0L V12                    | D    | 204   |
| 20 DNF | C2     | 112 | FAI Automotive                 | Sean Walker Paul Stott Evan Clements              | Tiga GC287                         | G    | 73    |
| 20 DNF | C2     | 112 | FAI Automotive                 | Sean Walker Paul Stott Evan Clements              | Ford Cosworth DFL 3.3L V8          | G    | 73    |
| 21 DNF | C1     | 10  | Porsche Kremer Racing          | Harald Grohs Kris Nissen                          | Porsche 962C                       | Y    | 72    |
| 21 DNF | C1     | 10  | Porsche Kremer Racing          | Harald Grohs Kris Nissen                          | Porsche Type-935 3.0L Turbo Flat-6 | Y    | 72    |
| 22 DNF | C1     | 42  | Unigestion Team Noël del Bello | Jacques Guillot Noël del Bello Bernard Santal     | Sauber C8                          | G    | 69    |
| 22 DNF | C1     | 42  | Unigestion Team Noël del Bello | Jacques Guillot Noël del Bello Bernard Santal     | Mercedes-Benz M117 5.0L Turbo V8   | G    | 69    |
| 23 DNF | C2     | 177 | Automobiles Louis Descartes    | Dominique Lacaud Michel Lateste                   | ALD C2                             | A    | 67    |
| 23 DNF | C2     | 177 | Automobiles Louis Descartes    | Dominique Lacaud Michel Lateste                   | BMW M80 3.5L I6                    | A    | 67    |
| 23 DNF | C2     | 121 | Cosmik GP Motorsport           | Wayne Taylor Costas Los                           | Spice SE87C                        | G    | 50    |
| 23 DNF | C2     | 121 | Cosmik GP Motorsport           | Wayne Taylor Costas Los                           | Ford Cosworth DFL 3.3L V8          | G    | 50    |
| 24 DNF | C2     | 127 | Chamberlain Engineering        | Ian Khan Nick Adams                               | Spice SE86C                        | A    | 40    |
| 24 DNF | C2     | 127 | Chamberlain Engineering        | Ian Khan Nick Adams                               | Hart 418T 1.8L Turbo I4            | A    | 40    |
| 23 DNF | C2     | 24  | Dollop Racing                  | Nicola Marozzo Jean-Pierre Frey                   | Lancia LC2                         | D    | 28    |
| 23 DNF | C2     | 24  | Dollop Racing                  | Nicola Marozzo Jean-Pierre Frey                   | Ferrari 308C 3.0L Turbo V8         | D    | 28    |
| 24 DNF | C2     | 117 | Team Lucky Strike Schanche     | Martin Schanche Will Hoy                          | Argo JM19C                         | G    | 4     |
| 24 DNF | C2     | 117 | Team Lucky Strike Schanche     | Martin Schanche Will Hoy                          | Ford Cosworth DFL 3.3L V8          | G    | 4     |

## Statistika
- Najboljši štartni položaj - #61 Team Sauber Mercedes - 1:15.020
- Najhitrejši krog - #62 Team Sauber Mercedes - 1:18.240
- Povprečna hitrost - 207.024 km/h